# Mesotrosta rubrimacula
Mesotrosta rubrimacula är en fjärilsart som beskrevs av Leo Schwingenschuss. Mesotrosta rubrimacula ingår i släktet Mesotrosta och familjen nattflyn. Inga underarter finns listade i Catalogue of Life.